# チャールズ・グラバー
チャールズ・グラバー（Charles Glover、1962年7月20日 - ）はアメリカ合衆国ニューメキシコ州出身で日本で活動する男性俳優、声優、ナレーター、ラジオパーソナリティ、写真家。以前はオフィスキイワードに所属していた。

## 来歴・人物
幼少期から音楽に興味を持ち、高校時代は地元のラジオ局でDJをしていた。ニューメキシコ州立大学美術学科からニューヨーク大学大学院俳優科に進学、演劇の勉強も始め、修士課程修了。卒業後は平和部隊やミクロネシアで英語講師をしていた。
写真家でもあり、多数の受賞経験があり、個展の開催経験もある。趣味は乗馬（ウェスタン&ブリティッシュ）、ステージコンバット、太極拳、ヨガ、写真。

## 出演

### 映画
- イン・ザ・ヒーロー（ピーター・コックス）
- 永遠の0
- THE NEXT GENERATION -パトレイバー-（ロシア大統領）
- シン・ゴジラ（ランシング）
- 帝一の國（氷室ローランド 父）
- テンペスト3D（ベッテルハイム）
- ナイト・トーキョー・デイ
- バンクーバーの朝日（トーム）
- 返還交渉人 いつか、沖縄を取り戻す

### テレビ番組
- Journeys In Japan
- YOUは何しに日本へ? テレビ東京
- アメリカ・魂のふるさと / America – Heartland & Soul NHK
- NFL Today
- Club☆T
- ズームイン!!朝!
- タモリ倶楽部
- NEWS23

### テレビドラマ
- NHK連続テレビ小説
  - マッサン（ジョーンズ大使）
  - エール（ハギンス）
- 女はそれを許せない（ジム・ケイナー）
- LEADERS リーダーズ（ハーチング）
- お家さん（カール）
- 太陽の罠（ゼスター）
- 大河ドラマ
  - 八重の桜（ヘンリー・ヒュースケン）
  - 青天を衝け（タウンゼント・ハリス）
- 負けて、勝つ 〜戦後を創った男・吉田茂〜（ジョン・フォスター・ダレス）
- 総理の密使（ジョンソン大統領）
- テンペスト（ベッテルハイム）
- 返還交渉人 -いつか、沖縄を取り戻す-
- 不毛地帯（石油会社会長 リーガン）
- 執事 西園寺の名推理（エディ・アルフォード）
- スペシャルドラマ　太陽を愛したひと〜1964あの日のパラリンピック（L・グットマン博士）
- スペシャルドラマ アメリカに負けなかった男〜バカヤロー総理 吉田茂〜（マッカーサー）
- Re:Mind（ダグラス）
- 日本沈没-希望のひと- 第1話・第7話・8話（2021年10月10日・11月28日・12月5日、TBS） - キング米国大統領（7話 - ）
- VIVANT - 第5話（2023年8月13日、TBS） - FBI捜査官 ロバート・キース

### テレビアニメ
- 名探偵コナン（2001年、レイ・カーティス）
- MAJOR 6th season（2010年、ラジオ実況）
- C（2011年、IMF専務理事）

### 劇場アニメ
- 名探偵コナン 紺青の拳（2019年、アイダン警部補）
- 名探偵コナン 緋色の弾丸（2021年、アラン・マッケンジー）

### ゲーム
1995年
- テイルズ オブ ファンタジア（Morrison）

2000年
- パワーストーン2

2004年
- Firefighter F.D.18

2005年
- バトルギア4

2006年
- エースコンバットX スカイズ・オブ・デセプション
- エリート・ビート・エージェント
- バトルギア4 Tuned

2009年
- 龍が如く3（アンドレ・リチャードソン）

2010年
- エースコンバットX2 ジョイントアサルト

2013年
- NINJA GAIDEN

### ラジオ
- The Request Square
- カウントダウンステーション
- LUNCHTIME GOLD

### 舞台
- あの頃
- エレファントマン
- キラー
- 三人姉妹
- リチャード三世
- ルッキングオファー

### CM
- Drive@earth Mitsubishi moters
- Panasonic ldea for life
- 日清食品カップヌードル「大坂なおみ半端ないって」編

### ネット配信
- CROW'S BLOOD
- カメラを止めるな! スピンオフ ハリウッド大作戦!（2019年3月2日、AbemaTV） - トム 役